# 尚德电力
31°30′42″N 120°24′04″E / 31.51171°N 120.40102°E

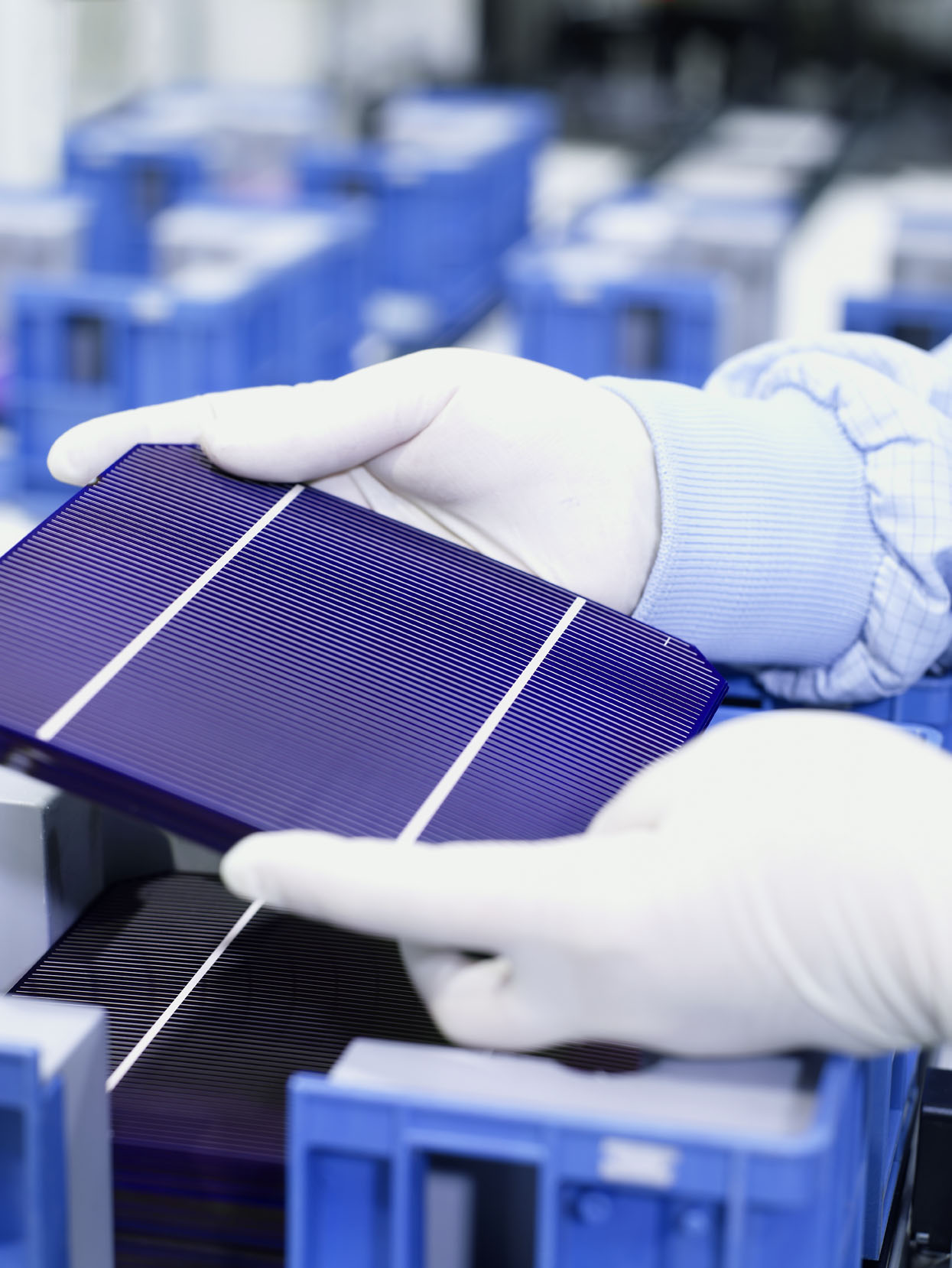
單晶矽太陽能電池

尚德电力控股有限公司（Suntech Power；：STP，简称尚德电力），是中國一家太阳能上市公司。为全球最大的晶硅组件制造商。

## 历史
由澳洲籍華人施正荣博士于2001年9月创立，时名尚德太阳能电力有限公司，由英聯投資及高盛等私募基金成立的一家外資獨資公司。
- 2005年12月，尚德电力在美国纽约证券交易所挂牌上市。
- 2006年4月，尚德电力签约北京奥运会主体育馆项目。
- 2011年3月，尚德的太阳能电池和组件产能达到2GW。
- 截至2013年3月，尚德電力總負債達35.82亿美元。[2]2013年3月18日，尚德电力因无法归还到期债务，被債權銀行向无锡市中级人民法院申请破产重整。3月20日，无锡市中级人民法院依据《破产法》相关规定，正式裁定对其实施破产重整。[3]
- 2013年11月15日，顺风光电收购尚德电力，对资产进行重组。[4]